# Handwerklich-Künstlerischer Unterricht
Der Handwerklich-Künstlerische Unterricht bzw. künstlerisch-praktische Unterricht bezeichnet in der Pädagogik der Waldorfschulen eine Gruppe von Fächern, die die Entwicklung der künstlerisch-kreativen und praktisch-handwerklichen Fähigkeiten der Schüler zum Ziel haben. Im engeren Sinne bezeichnet Handwerklich-Künstlerischer Unterricht (dann oft abgekürzt HKU), bzw. künstlerisch-praktischer Unterricht (KPU) eine besondere Unterrichtsform in der Oberstufe der Waldorfschulen.
Die handwerklich-künstlerischen Fächer, die vom ersten bis zum letzten Schuljahr unterrichtet werden, finden in der Klasse 1 bis 8 im Anschluss an den morgendlichen Epochenunterricht des Klassenlehrers, welcher die deutschsprachigen Hauptfächer behandelt, statt. Welche Fächer zu den handwerklich-künstlerischen, bzw. künstlerisch-praktischen Fächern gehören, wird an den Waldorfschulen unterschiedlich gehandhabt. Dazu gehören zum Teil Musik, Malen, Gartenbau, Handwerken (Schreinern), Handarbeit, Eurythmie und andere.
Die Oberstufe wird an verschiedenen Waldorfschulen in zwei Zweigen durchgeführt: Einmal für die Schüler, die das Abitur machen wollen und zum Zweiten für die Schüler, die eine berufliche Ausbildung anstreben. Entsprechend unterscheiden sich dann auch die Stundentafeln. Die Schüler, die sich nicht auf das Abitur vorbereiten, können zwischen mehreren Schwerpunkten wählen, zum Beispiel Tischlern/Schreinern, Hauswirtschaft, Schneidern. In der Abschlussfeier am Ende der 12. Klasse stellen sie ihre Arbeiten der Öffentlichkeit vor.
Der Handwerklich-Künstlerische Unterricht (HKU) der Abiturienten kann sich in lockerer Epochenform gestalten. Das heißt, dass mehrmals pro Woche dasselbe Fach unterrichtet wird, welches nach einem Zeitraum von mehreren Wochen durch ein anderes abgelöst wird. In diesem Zusammenhang werden z. B. Fächer wie Schreinern, Verpackungstechnik, Buchbinden, Korbflechten, Schmieden, Kunstgeschichte, Steinmetzen, Schneidern, technisches oder künstlerisches Zeichnen und Malen unterrichtet.